# Њупорт (Делавер)
Њупорт (енгл. Newport) градић је у округу Њу Кастл у америчкој савезној држави Делавер. По попису становништва из 2010. у њему је живело 1.055 становника

## Демографија
| Група             | 2000.       | 2010.       |
| Белци             | 809 (72,1%) | 619 (58,7%) |
| Афроамериканци    | 119 (10,6%) | 194 (18,4%) |
| Азијати           | 19 (1,7%)   | 16 (1,5%)   |
| Хиспаноамериканци | 152 (13,5%) | 202 (19,1%) |
| Укупно            | 1.122       | 1.055       |